# Campeonato Mundial de Sóftbol Masculino de 2013
El Campeonato Mundial de Sóftbol Masculino de 2013 fue una competición de sóftbol internacional número 13° que se disputó en la ciudad de Auckland, Nueva Zelanda, del 1 al 10 de marzo de 2013.

## Posiciones finales
| Pos | Equipo          | V | D |
| --- | --------------- | - | - |
|     | Nueva Zelanda   | 6 | 4 |
|     | Venezuela       | 6 | 5 |
|     | Australia       | 7 | 4 |
| 4°  | Argentina       | 7 | 3 |
| 5°  | Canadá          | 5 | 4 |
| 6°  | Japón           | 5 | 4 |
| 7°  | Samoa           | 6 | 2 |
| 8°  | Estados Unidos  | 4 | 4 |
| 9°  | Reino Unido     | 2 | 5 |
| 10° | Colombia        | 4 | 3 |
| 11° | República Checa | 3 | 4 |
| 12° | Sudáfrica       | 4 | 3 |
| 13° | México          | 3 | 4 |
| 14° | Países Bajos    | 3 | 4 |
| 15° | Filipinas       | 1 | 6 |
| 16° | Indonesia       | 0 | 7 |